# Changu Narayan
Der Changu Narayan ist ein dem Hindu-Gott Vishnu als Narayana geweihter Tempel im gleichnamigen Ort nördlich von Bhaktapur im Kathmandutal in Nepal. Der Tempel ist Bestandteil des seit 1979 ausgewiesenen UNESCO-Weltkulturerbes Kathmandutal. Als einzige der Welterbe-Stätten dieses Komplexes liegt er nicht in einer der drei alten Königsstädte Kathmandu (Kantipur), Patan (Lalitpur) oder Bhaktapur oder deren unmittelbarer Peripherie. Er gilt aufgrund seines Alters und seiner Lage als bedeutsamster Narayan-Tempel des gesamten Kathmandutals.

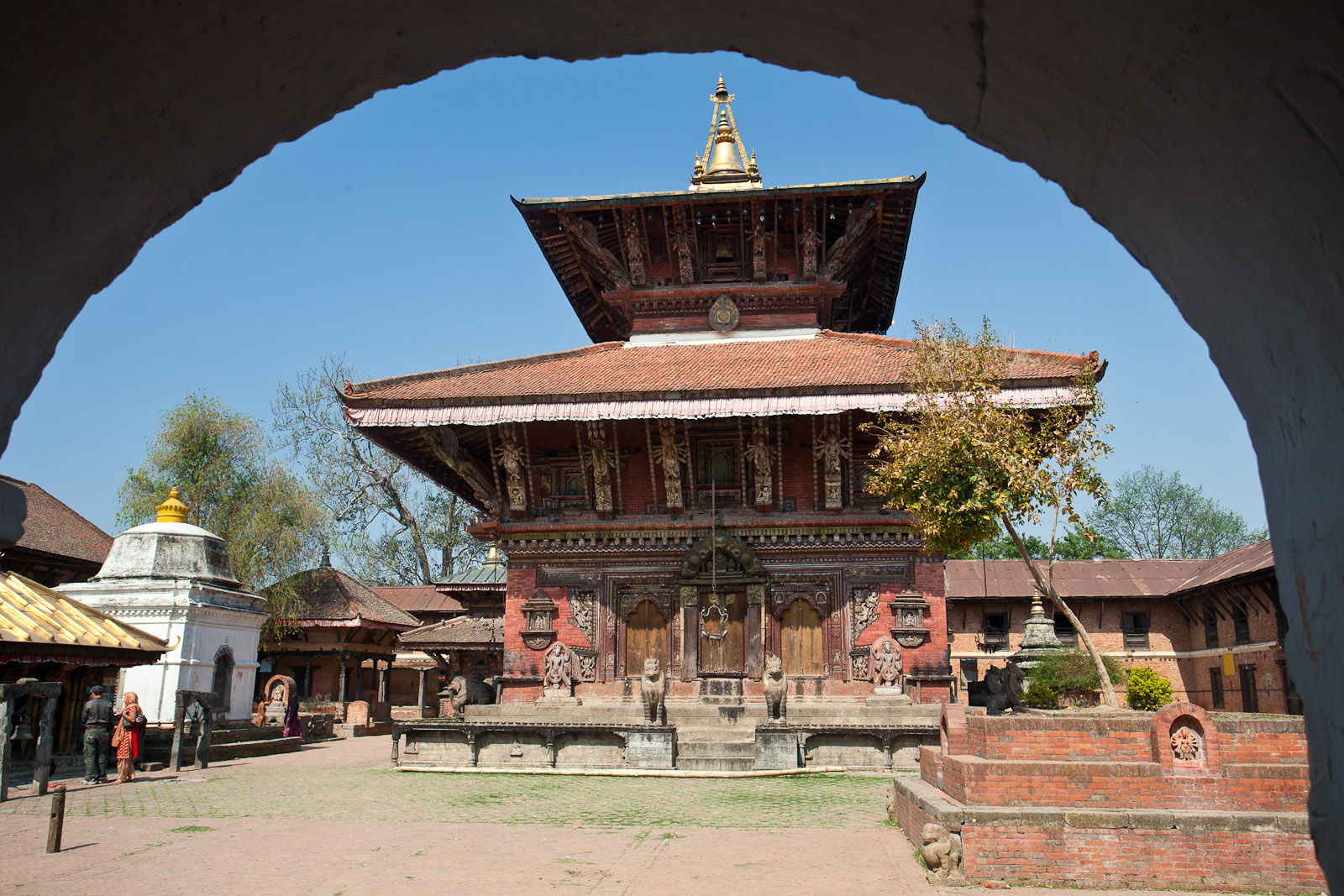
Changu Narayan-Tempel

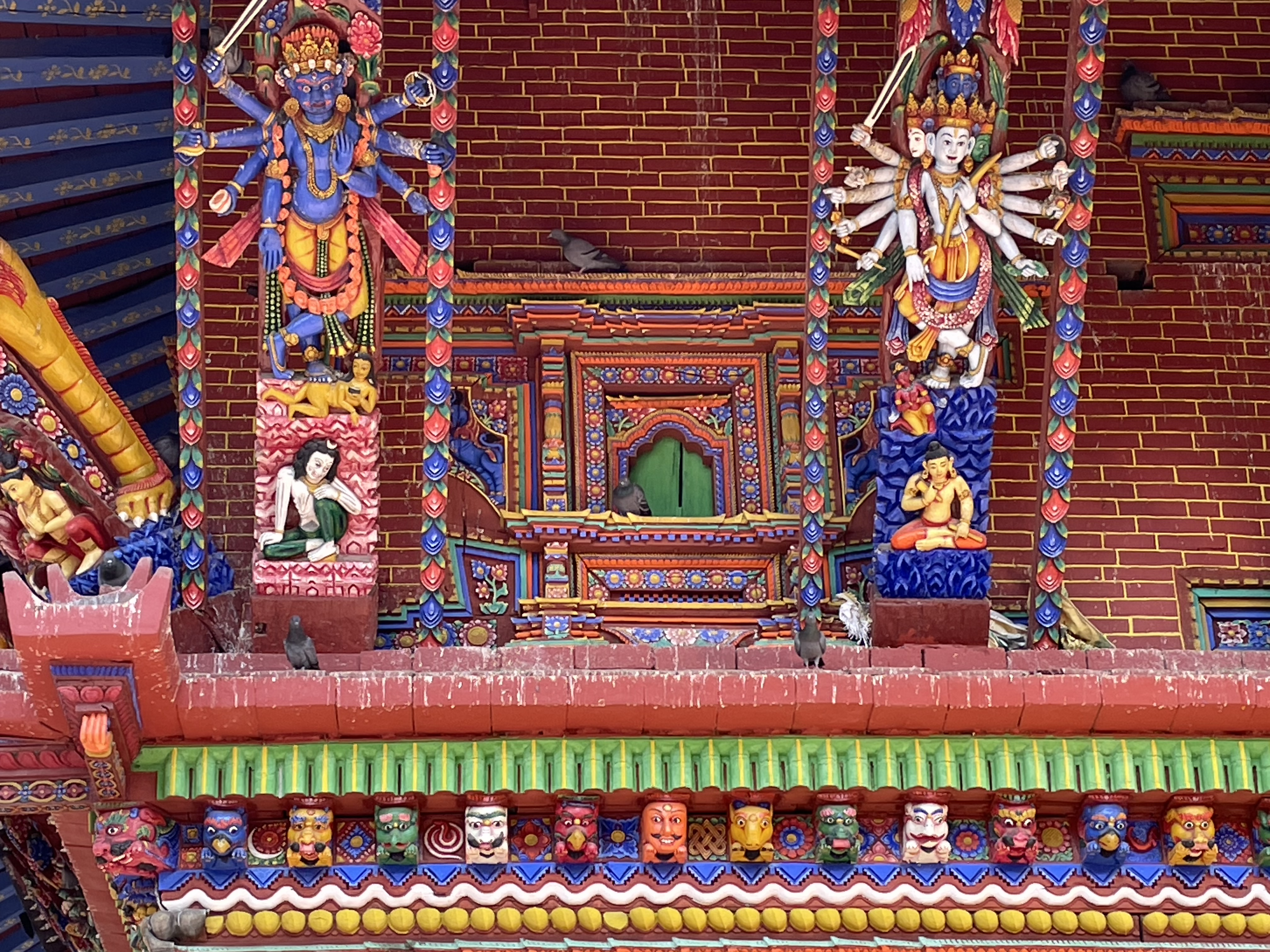
Holzschnitzereien am Haupttempel

## Lage
Der Tempel befindet sich in einer Höhe von 1541 Metern am Steilabfall eines in Nagarkot beginnenden Bergrückens, welcher den östlichen Teil des Kathmandutals teilt, oberhalb des Manahara Khola am westlichen Rand der Ortschaft Changu Narayan. Es besteht eine Straßenverbindung in das ca. 4 km (Fahrtstrecke) südlich gelegene Bhaktapur; das Zentrum der Hauptstadt Kathmandu befindet sich rund 19 km westlich.

## Gründungsmythen
Die religiöse Bedeutung des Ortes sowohl für Hindus als auch für Buddhisten rührt von zwei Mythen her.
Vishnu tötete im Zuge der Ausrottung allen Bösen im Kampf mit dem Dämonenkönig Chand auch den Brahmanen Sumati, welcher sich diesem zugewandt hatte. Eine solche Tat galt als einer der fünf größten Frevel und der wütende Lehrer des Brahmanen – Guru Sukracharya – sagte Vishnu voraus, dass er von einem Brahmanen enthauptet werden würde. Der zu dieser Zeit in einem Baum in Champak lebende Vishnu bereute seine Tat und zog ziellos auf Garuda reitend durch die Welt, bis er zum Hügel von Changu kam. Der hier lebende Einsiedler Sudarsana erkannte den göttlichen Eindringling nicht und enthauptete ihn. Dadurch wurde dieser erlöst und beschloss künftig hier an dem Ort zu leben, an dem er für seine Sünde gebüßt hatte. Jedem, der an einem Vollmond-Mittwoch hier zu Narayan betet, werden seine Sünden vergeben.
Den Buddhisten ist der Changu Narayan unter dem Namen Hari Hari Vahan Lokeswora als Wirkungsstätte des Bodhisattva Avalokiteshvara heilig. Garuda befand sich im Kampf mit dem Schlangengott Takshaka Naga, der in dem das gesamte Kathmandutal einnehmenden See Kahlirada – auch Nagavasahrada genannt – lebte. Während das Wasser des Sees durch die von Buddha Manjushri mit einem einzelnen Schwerthieb geschaffene Schlucht von Chobar abfloss, begann der Schlangengott in seiner Wut, alles zu zerstören. Garuda rief verschiedene Götter an, die sich auf seiner Seite dem Kampf stellten. Daraufhin rief Takshaka, seine Unterlegenheit erkennend, den mitfühlenden Bodhisattva um die Vermittlung eines Friedens an. Der Schlangengott wickelte sich um den Hals seines neuen Freundes Garuda und gemeinsam flogen sie auf den das Tal überragenden Hügel.
Auf dieser Legende beruht das gelegentliche „Schwitzen“ der Narayan-Figur des Tempels, da dies als Zeichen dafür angesehen wird, dass beide Parteien wieder miteinander kämpfen. Die Tücher, mit denen die Flüssigkeit abgewischt wird, wurden früher exklusiv von den Priestern dem König geschenkt, heute werden sie meist in Streifen geschnitten als Amulett gegen Schlangenbisse und Krankheiten wie Lepra am Körper getragen.

## Geschichte

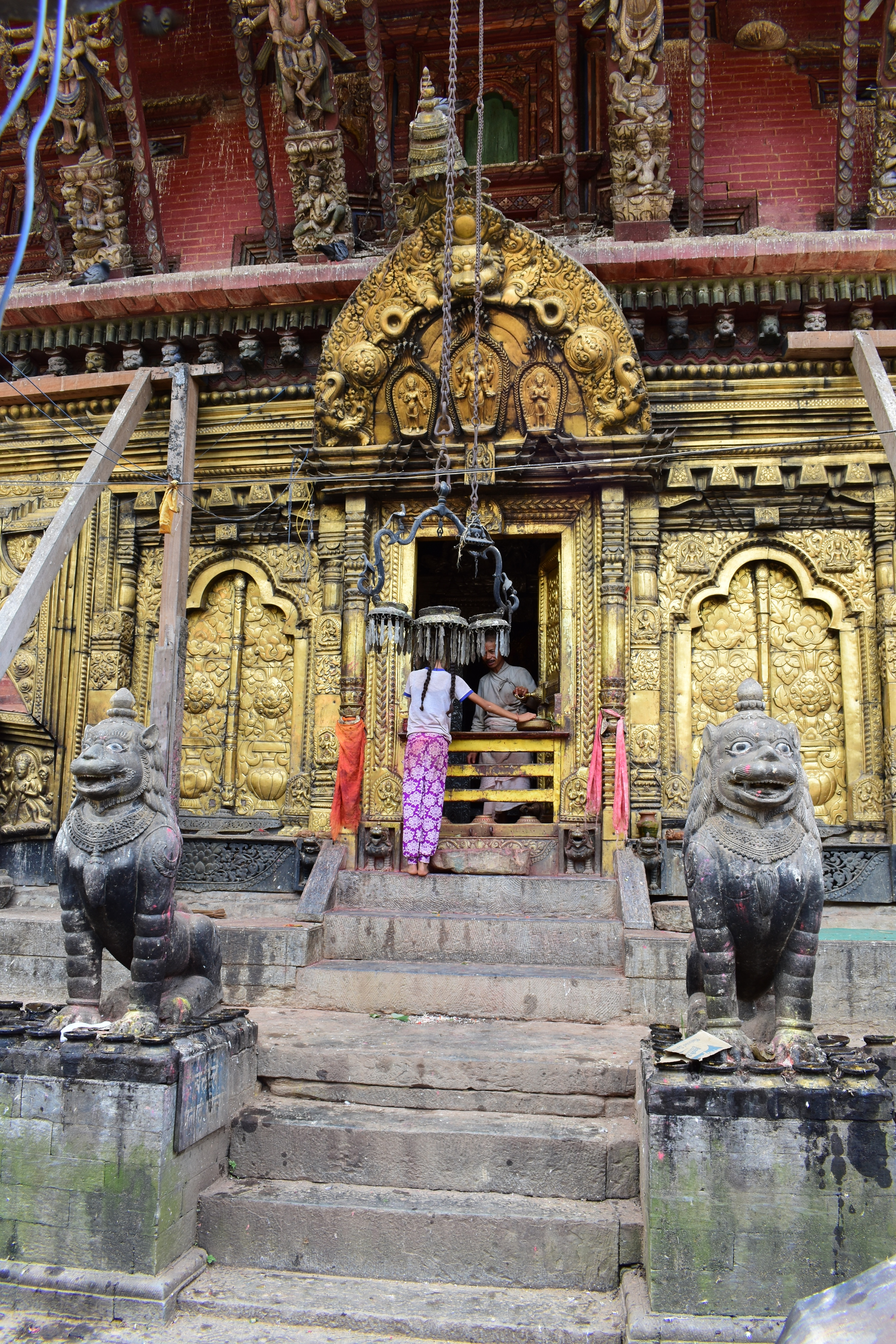
Blick auf den Haupteingang an der Westfassade

Der Changu Narayan gilt als ältester noch existierender Hindu-Tempel des Kathmandutals. Man geht mittlerweile davon aus, dass die Kultstätte durch den Herrscher Haridatta Varma um das Jahr 325 im Zuge der Errichtung von vier Narayan-Tempeln an markanten Orten seines Reiches erfolgte, wobei bereits zu dieser Zeit dem Tempel auf dem Hügel von Changu eine besondere Bedeutung beigewohnt haben dürfte. Die übrigen Tempel sind der etwa 7 km nordwestlich des Zentrums von Kathmandu gelegene, in seiner heutigen Form im 18. Jahrhundert neu errichtete Ichangu Narayan, der nicht mehr existierende Lokapalasvanim, dessen Rolle heute der Shesh Narayan in der Nähe des Dakshinkali-Tempels übernommen hat, und der Bisankhu Narayan.
Das älteste schriftliche Zeugnis, welches sich im gesamten Kathmandutal erhalten hat, ist die auf das Jahr 464 datierte Sanskrit-Inschrift in der Säule Garuda Dhwaja, welche die militärischen Erfolge des Königs Manadev I. erwähnt und insbesondere herausstellt, dass der König seine Mutter vom traditionellen Sati abhielt. Neben dieser Säule befinden sich auf dem Gelände des Tempels zahlreiche weitere Statuen der Licchavi-Zeit. Der Tempel erfreute sich bis zum 8. Jahrhundert der besonderen Aufmerksamkeit der Licchavi-Könige, die umfangreiche Mittel in den Erhalt und die Erweiterung der Anlage steckten. So ließ im Jahr 607 der König Amsuvarma ein neues Gebäude zur Aufnahme des Kultbildes errichten, da Feuer und Erdbeben erhebliche Zerstörungen an der Bausubstanz des Tempelkomplexes angerichtet hatten.
Mit dem Untergang der Licchavi-Könige Mitte des 8. Jahrhunderts begann der Niedergang des Vishnuismus und der Vishnu geweihten Tempel. Erst König Vishva Malla von Bhaktapur ließ im 16. Jahrhundert den weitestgehend zerstörten Tempel sichern und Instandhaltungsarbeiten ausführen. Obwohl eher dem Shivaismus zuneigend, machten sich verschiedene Mitglieder der Malla-Dynastie in den folgenden Jahren um die Erhaltung des Changu Narayan verdient. Die den Tempel umgebende Ortschaft Champapur Mahanagar wuchs auf 700 Häuser an, ein Palast wurde errichtet und die Infrastruktur instand gesetzt.
Gangarani – die Großmutter des Königs Pratapa Malla von Kathmandu – kam Mitte des 17. Jahrhunderts für die Rekonstruktion des durch ein Feuer in Mitleidenschaft gezogenen Tempels auf. Aber bereits im Jahr 1694 mussten wiederum umfangreiche Sanierungsarbeiten vorgenommen werden, in diesem Fall finanziert von der Mutter des Königs Bhupalendra Malla von Kathmandu, Rhadiklaxmi, die auch ein goldenes Tor (torana) stiftete und eine sie und ihren Sohn darstellende Statue sowie eine große Menge Edelmetalle dem Tempel übereignete. Der König selbst ließ wenige Jahre später den Kopf des Kultbilds, der bei einer Puja zerbrochen war, erneuern. Weniger als 20 Jahre später mussten nach Zerstörungen durch Erdbeben und Feuer große Teile des Tempels erneuert werden, König Bhaskara Malla von Kathmandu versetzte das Tempelgelände 1702 dabei weitestgehend in den noch heute sichtbaren Zustand.
Im 19. Jahrhundert erfolgte die farbige Bemalung der Dachverstrebungen, die den Detailreichtum der Schnitzereien überdeckt, farblich aber mit der Gesamtkomposition harmoniert. Bis in das 20. Jahrhundert war das Betreten des Geländes für Nicht-Hindus und Nicht-Buddhisten verboten, der Indologe Sylvain Lévi musste sich bei seinem Besuch 1901 die Objekte noch vor dem Tor stehend von einem nepalesischen Assistenten beschreiben lassen.

## Bauten
Der auf der Spitze eines Hügels gelegene Komplex wirkt von außen recht schlicht, das dem Dorfzentrum zugewandte Osttor bietet Zugang zu einem von ein- und teilweise zweistöckigen Ziegelgebäuden im Newar-Stil umgebenen Hof. Diese Gebäude werden heute weitestgehend als Wohn-, Wirtschafts- und Lagergebäude genutzt. Der 45 mal 38 m messende Hof besitzt zwei weitere Zugänge, der Nordzugang ermöglicht den Zugang aus Richtung Sankhu, der westliche Zugang führt nach Kathmandu und Bhaktapur.
Zentrales Element der Anlage ist der im 18. Jahrhundert im Newar-Stil errichtete, zweistufige pagodenähnliche Tempel, welche das für Nicht-Hindus unzugängliche Kultbild beherbergt. Teilweise farbig bemalte Wächterfiguren wachen an den kurzen Treppen, welche den Zugang zum rund 1 m hohen Sockel der Pagode bieten, Greife wachen über den östlichen Zugang, im Süden Elefanten, an der nördlichen Treppe geflügelte Löwen und am bedeutsamsten Zugang im Westen steinerne Löwen. Insbesondere die Holzschnitzereien der Pagode sind von herausragendem Wert. Trotz der im 19. Jahrhundert erfolgten farbigen Bemalung der Strebepfeiler des Dachs und weiterer Holzelemente, welche Teile der filigranen Elemente nicht mehr zur Wirkung kommen lässt, gelten die Holzskulpturen und Reliefs des Changu Narayan zu den besten Beispielen nepalesischer Handwerkskunst auf diesem Gebiet.
Die Tür des westlichen Hauptzugangs und Teile der westlichen Fassade sind mit filigran gearbeiteten vergoldeten Kupferreliefs bedeckt, der Sturzbalken oberhalb der Tür zeigt Vishnu und zwei Göttinnen.
Neben dem namengebenden zentralen Tempel befinden sich auf dem Hof drei weitere kleine Tempel – südöstlich der Pagode der stilistisch schwer einzuordnende Chinnamasta-Tempel, südwestlich der Kileshwar-Tempel und der Laxmi-Narayan-Tempel, beide als wesentlich kleinere, zweistufige Pagoden ausgeführt.
Der Chinnamasta-Tempel, einer tantrischen Mahavidya geweiht, welche sich den Kopf abschlug, um die blutrünstigen Götter Dakini und Varnini mit ihrem Blut zu nähren, gilt als eines der älteren Gebäude des Tempelkomplexes und ist als einziger Tempelbau des Changu Narayan nicht in Pagodenform ausgeführt.
Der Kileshwar-Tempel, welcher der Verehrung Shivas dient und als Kultbild ein Lingam bewahrt, ist insbesondere für die erotischen Motive auf den hölzernen Streben des Daches bekannt.
Daneben befinden sich noch weitere Heiligtümer auf dem Hof – im Nordwesten steht ein dem Gott Krishna geweihter Schrein, nahe dem Nordzugang ein Nateshwar-Schrein, östlich des Chinnamasta-Tempels wird in einem kleinen Schrein Ganesh verehrt und nahe der südlichen Treppe der Pagode findet sich ein Badeshwar-Mahadev-Schrein. Direkt neben dem westlichen Zugang befindet sich ein kleiner Bhairava-Schrein.

## Skulpturen

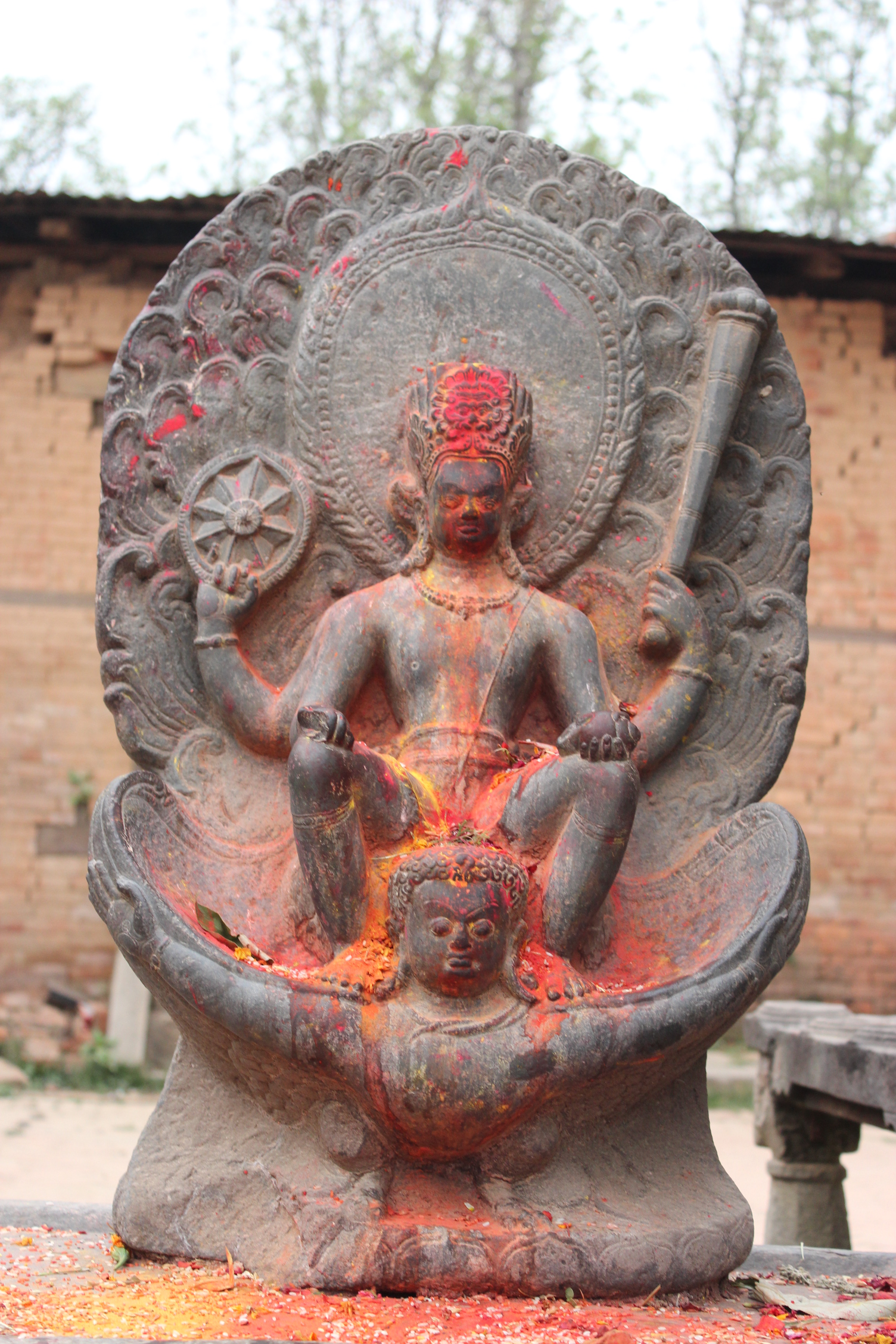
Vishnu auf Garuda, 7. Jh.

Von außerordentlicher Bedeutung sind aber die im gesamten Hof verteilten Skulpturen und Reliefs, welche ein Kaleidoskop der Bildhauerei des Kathmandutals über nahezu 1500 Jahre bieten. Nahe dem westlichen Hauptzugang zum Haupttempel befinden sich die ältesten erhaltenen Elemente: Neben der bereits erwähnten Säule mit einer Inschrift aus der Mitte des 5. Jahrhunderts befinden sich hier zwei weitere Säulen mit einem Chakra-Symbol und einer Muschel, ein kniender Garuda mit einer Schlange um den Hals aus dem 5. Jahrhundert und das vergoldete Abbild der den Vishnu anbetenden Rhadiklaxmi und ihres Sohnes König Bhupalendra Malla von Kathmandu aus dem späten 17. Jahrhundert. Nördlich und südlich der Pagode finden sich insbesondere zahlreiche Reliefs, welche Inkarnationen Vishnus darstellen, so am Krishna-Schrein als Sridhar Vishnu mit Laxmi und Garuda (9. Jh.) oder am Laxmi-Mahadev-Tempel als Vishnu Vikranta (7. Jh.) und Narasimha (Narsingha, 7. Jh.). Weitere kunsthistorisch bedeutende Darstellungen sind die Darstellung des Chanda Narayan (auch Garuda Narayan) – einer Figur des auf Garuda sitzenden Vishnu aus dem 7. Jahrhundert nahe dem Krishna-Schrein, dem Vaikuntha Vishnu – einem Flachrelief des auf einem sechsarmigen Garuda reitenden zehnarmigen Vishnu und der auf seinem Schenkel sitzenden Laxmi aus dem 16. Jahrhundert und des Vishworup (Vishvarupa) aus dem 7. Jahrhundert. Dieses Flachrelief gibt eine Begebenheit der Bhagavad Gita wieder, in der Krishna seine Herkunft in dieser göttlichen Form gegenüber Arjuna offenbart. Es zeigt Vishnu als Beherrscher der drei Welten, dabei erinnert die Darstellung des auf der Weltenschlange Ananta ruhenden Gottes in der Unterwelt an das Kultbild des Tempels von Budhanilkantha, der irdische Vishnu ist von Göttinnen und anderen Figuren umgeben.
Überall auf dem Hof sind weitere Kultstätten verteilt, der Aufbewahrung der zum Transport des Kultbildes während religiöser Feierlichkeiten notwendigen Karren und Sänften dient ein Raum nahe dem östlichen Hofzugang.

## Umgebung
Der Vorplatz des Tempels war einst der Hof eines kleinen Palasts, der von den Malla-Königen hier errichtet wurde. Die Nischen der Nordmauer bieten Flachreliefs diverser Gottheiten, wie Bhimsen, Draupadi, Jaya und Vijaya Schutz, im auf der Südseite des Hofes befindlichen Palast verbrachte der meditierende König Yoga Narendra Malla von Lalitpur seine letzten Lebensjahre und verstarb auch hier. Im Hof befindet sich eine Anzahl steinerner Statuen der Malla-Zeit, unter anderem ein vierköpfiger Narayan. Diese Statuen befinden sich nicht an ihrem Fundort, vielmehr hat das Department of Archaeology diese auf dem Gelände des Palasts und des Ortes gefundenen Kunstwerke hier aufstellen lassen.
Bemerkenswert sind auch die Steintreppen sowie die gefassten Quellen und künstlichen Teiche in der Umgebung des Tempels, welche größtenteils ihr Erscheinungsbild der frühen Malla-Periode behalten haben und einen guten Einblick in das Leben der mittelalterlichen Stadt Champapur Mahanagra geben.

## Feste
Das bedeutsamste Fest – die Nitya Puja oder Changu Narayab Jatra – erinnert an die Legende von Vishnu, der hier enthauptet wurde. Aus diesem Grund besteht das Kultbild aus zwei Teilen; im Rahmen der Feierlichkeiten wird die Enthauptung des Gottes nachgestellt. 
Das Festival Mahashanan und die Feiertage Jugadi Nawami und Haribodhani Ekadashi werden besonders gefeiert, und es finden zahlreiche regional bedeutende oder verschiedene Volksgruppen ansprechende Feierlichkeiten statt.

## Galerie

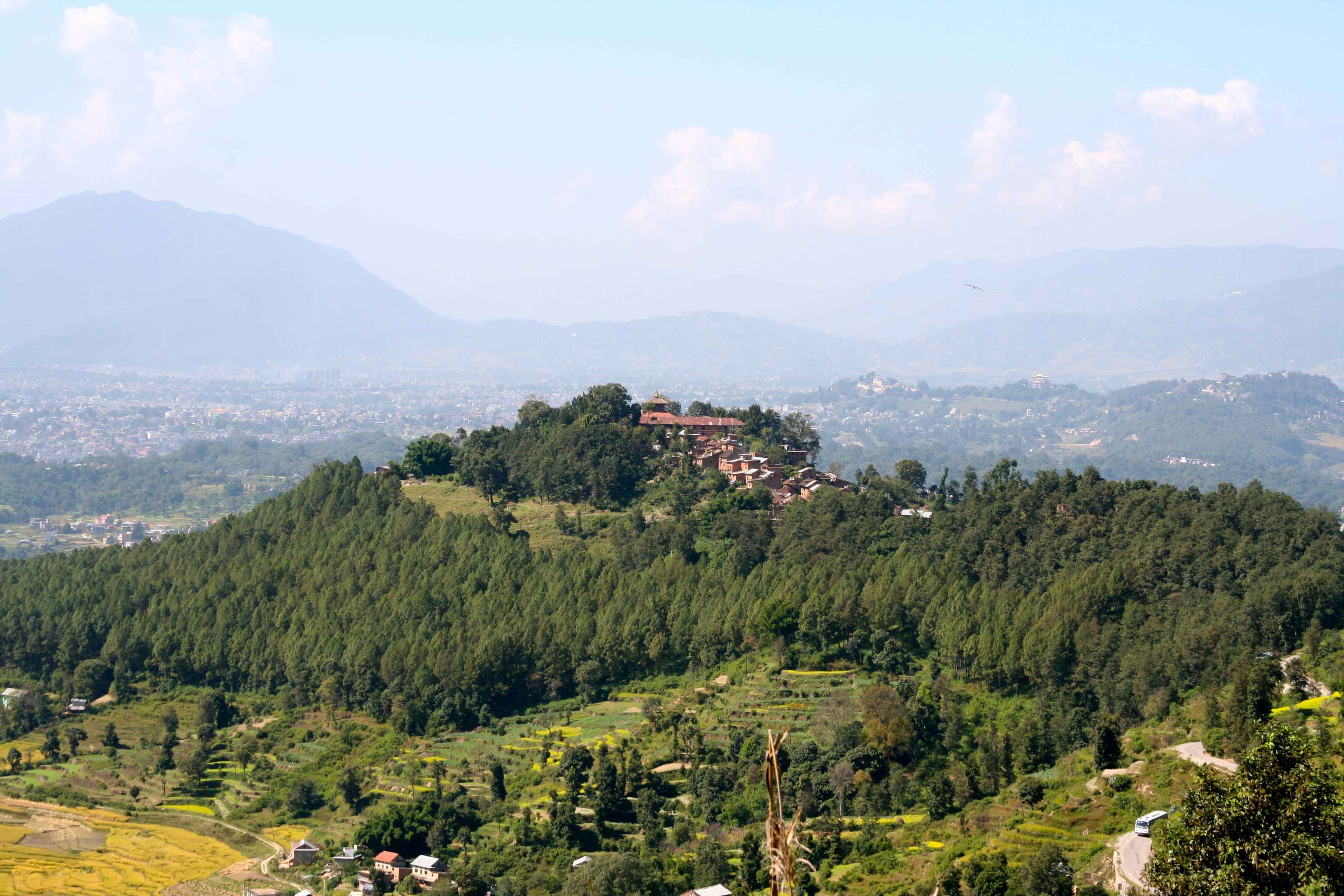
Blick auf das Dorf Changu Narayan mit dem gleichnamigen Tempel am westlichen Ende des Ortes
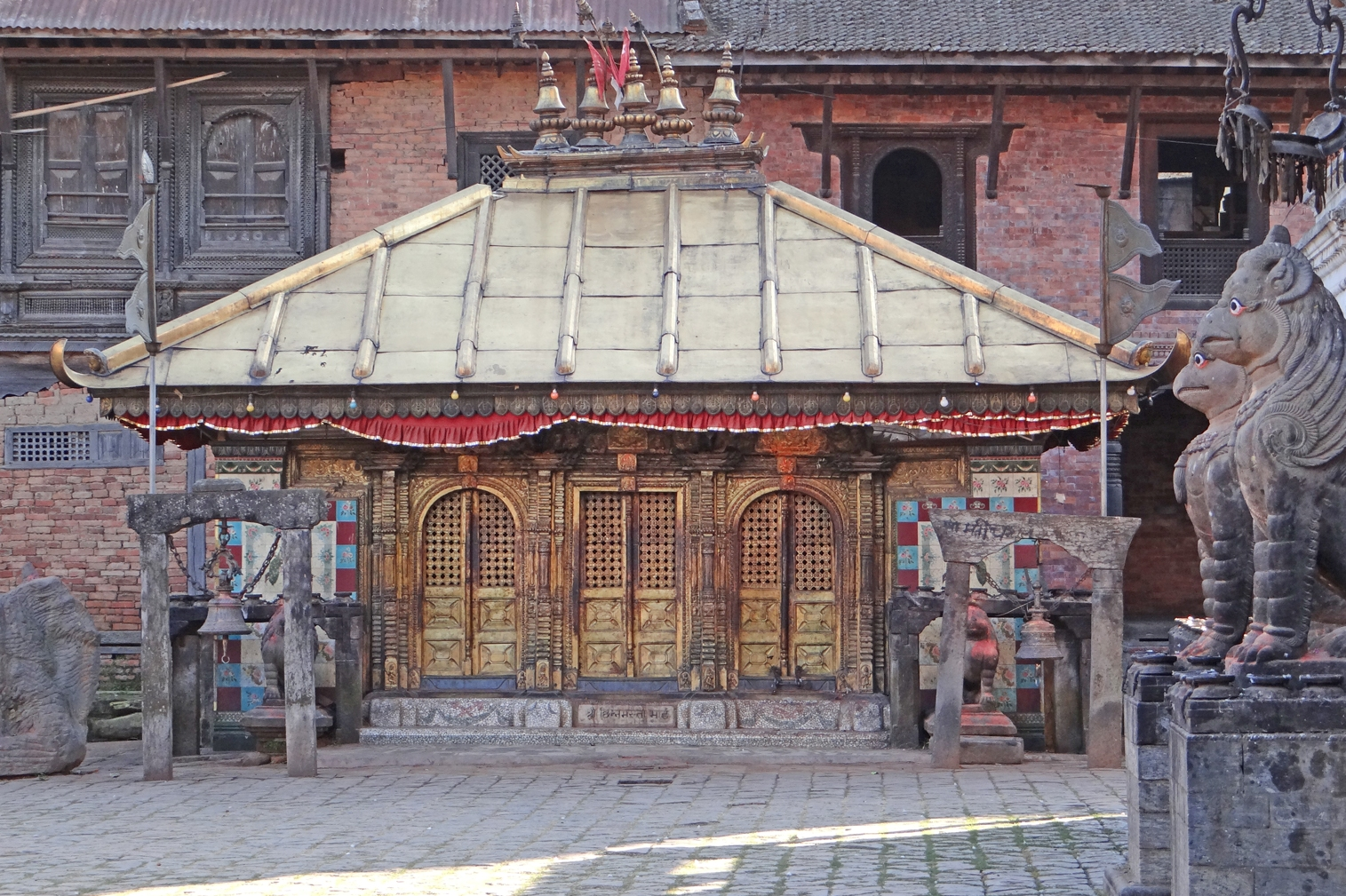
Chhinnamasta-Tempel
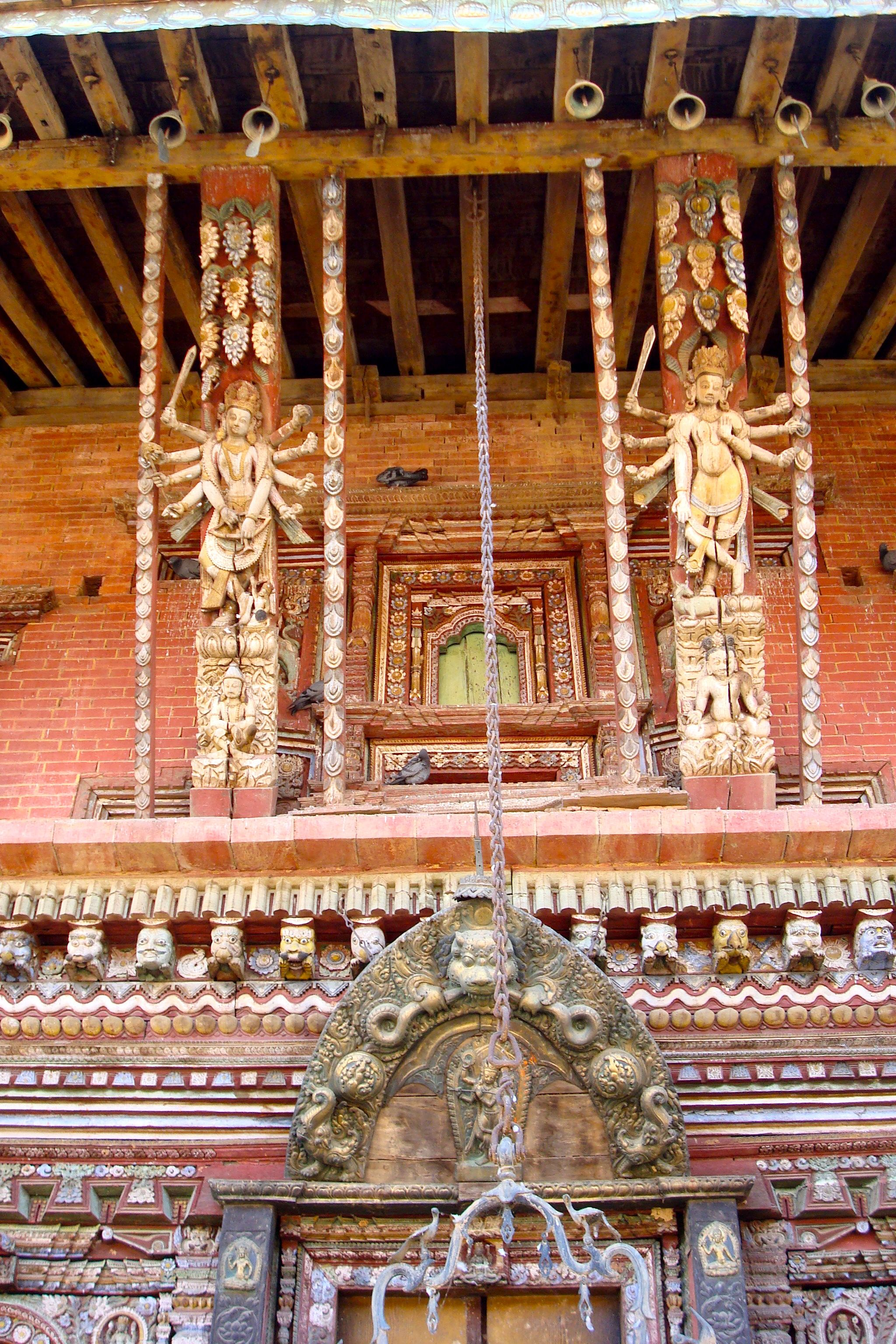
Torana und geschnitzte Strebepfeiler an der Südseite des Tempels
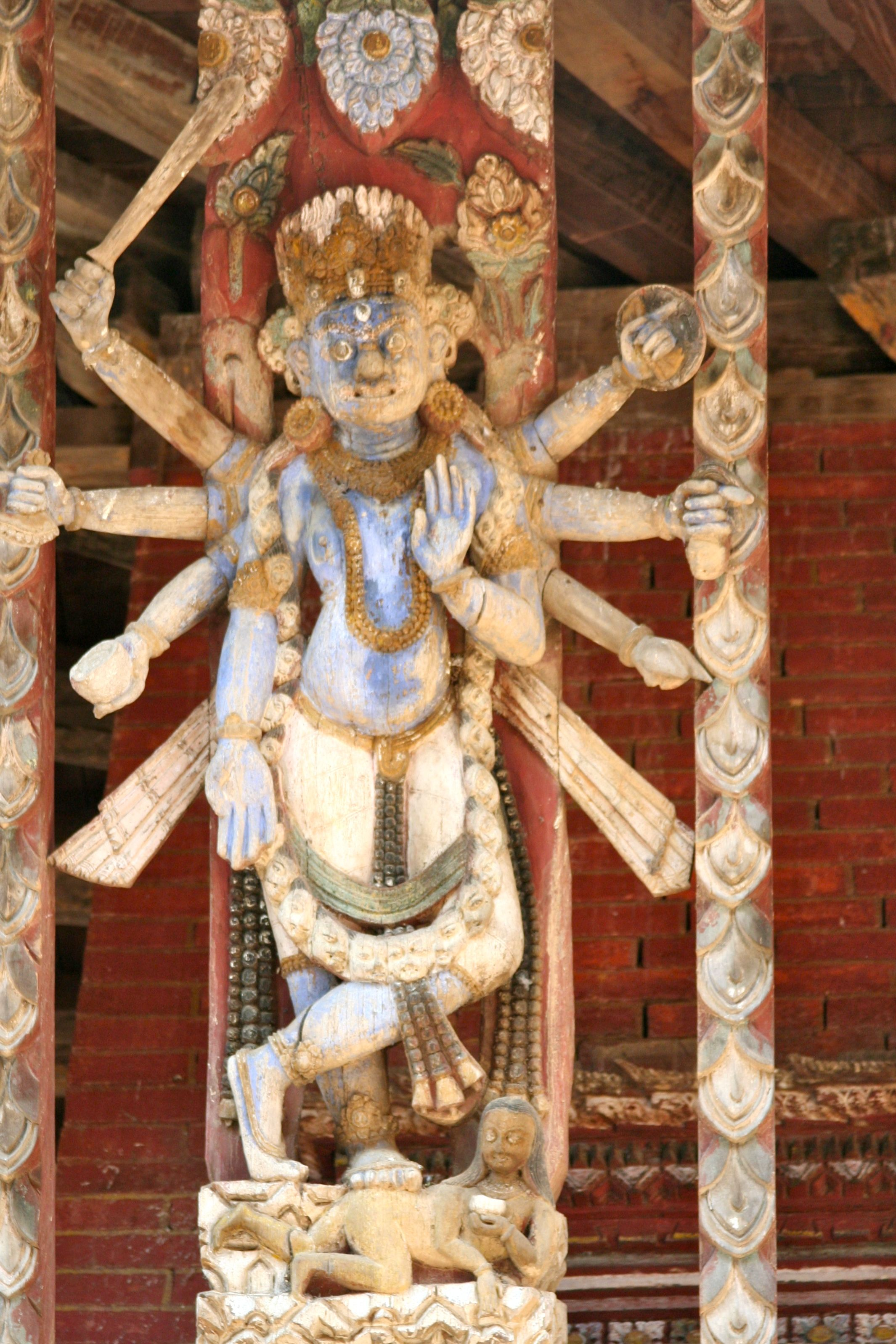
Krishna auf einem geschnitzten Strebepfeiler an der Westseite des Tempels
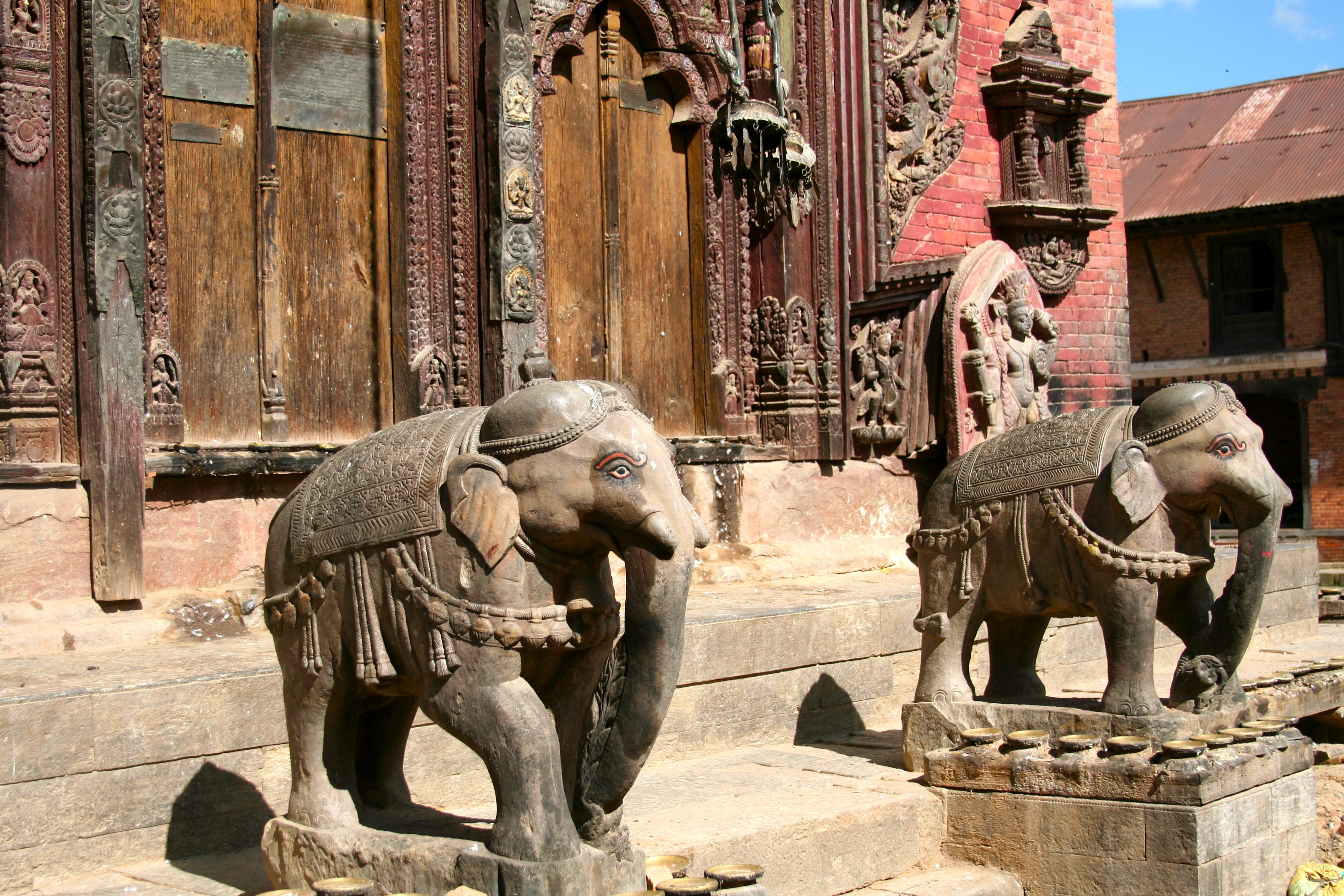
Steinerne Elefanten wachen über die Südseite des Tempels
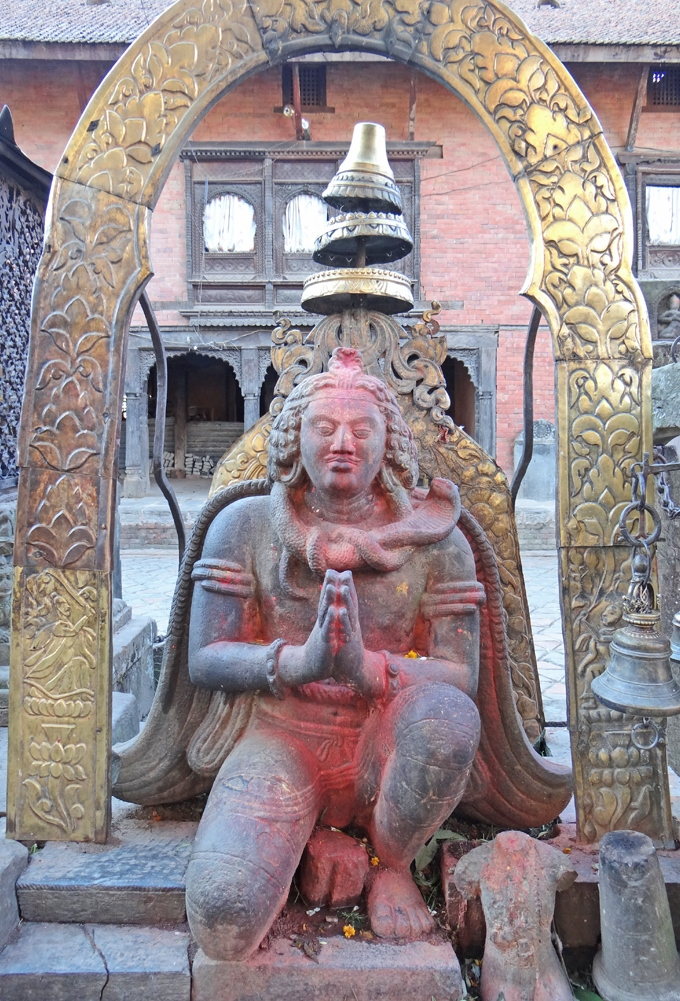
Betender Garuda mit dem Schlangengott Takshaka
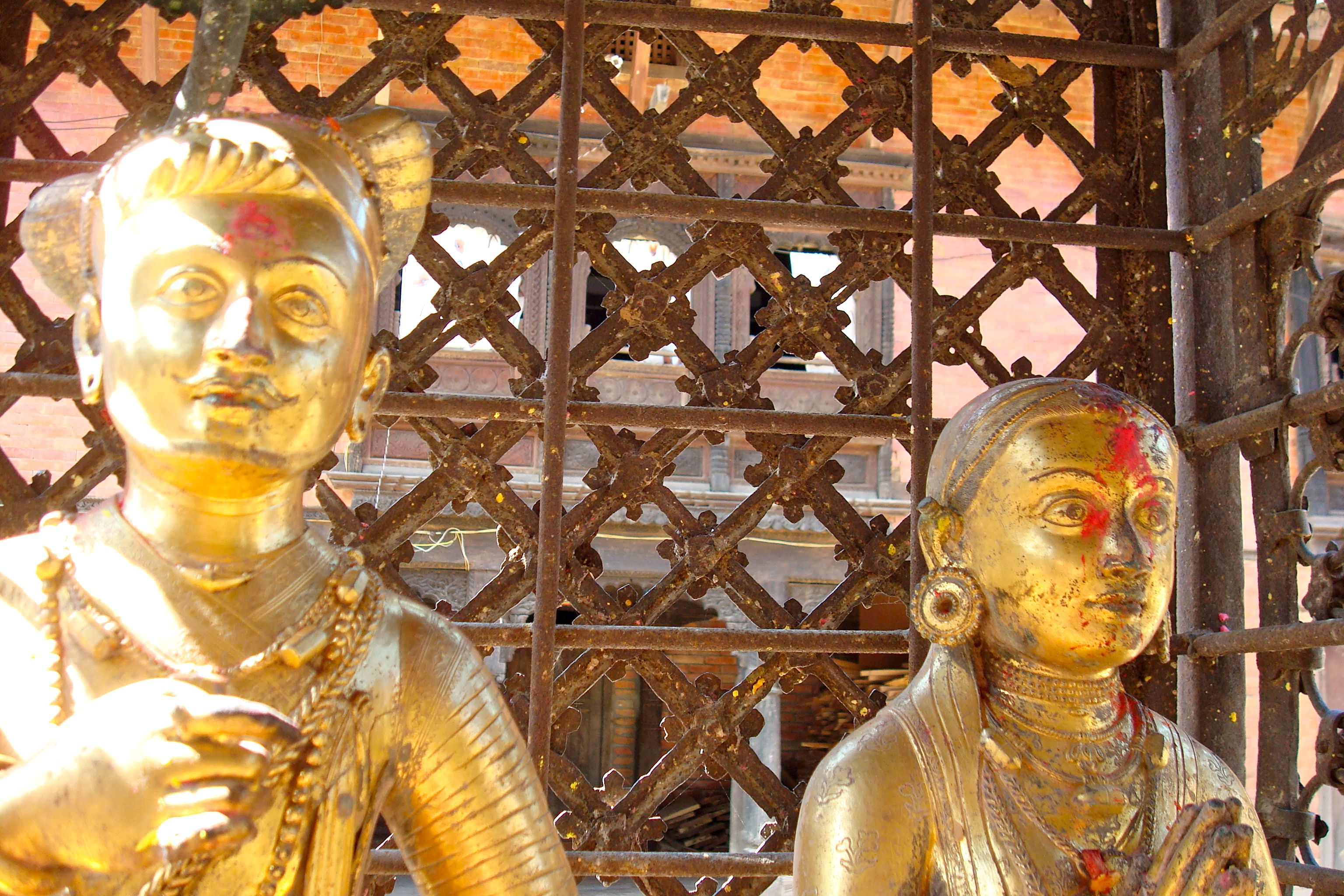
Vergoldete Sitzfiguren der Rhadiklaxmi und ihres Sohnes Bhupalendra
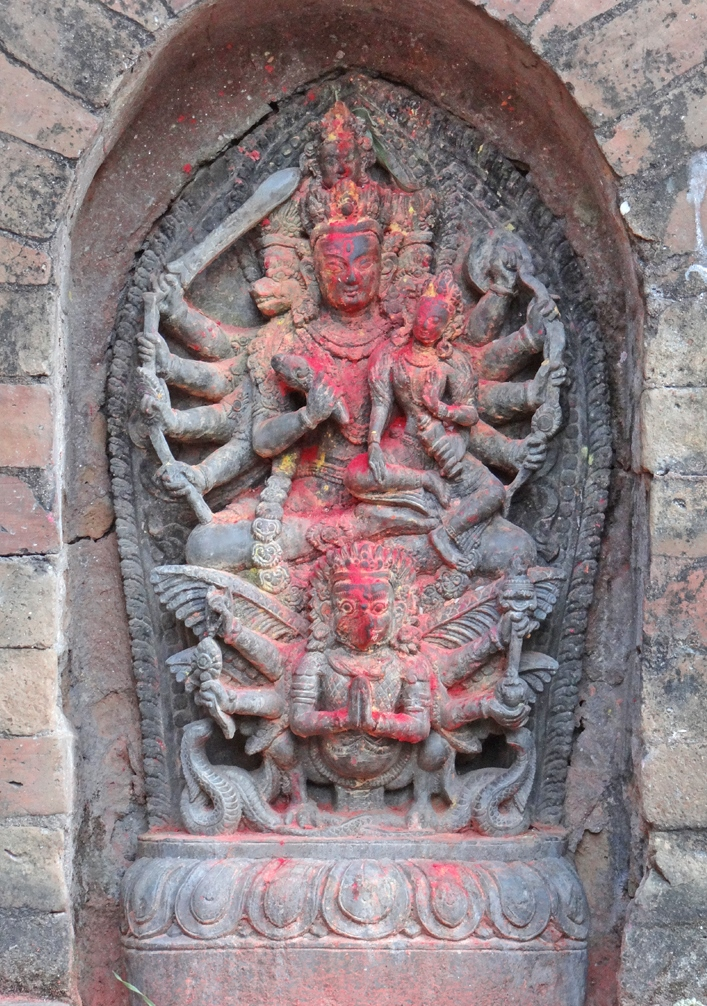
Vaikuntha Vishnu